# 韋恩森特 (紐約州)
韋恩森特（英語：Wayne Center）是位於美國紐約州韋恩縣的非建制地區。

## 歷史
韋恩森特的郵局於1863年設立，其後於1902年停運。

## 地理
韋恩森特所處的海拔為高於海平面132米（即433英呎），而該地所採用的時區為UTC-5，即北美东部时区（EST）。同時該地設有夏令時間，為UTC-5調快一小時，即UTC-4（EDT）。